# Ramón García Hirales
Ramón García Hirales est un boxeur mexicain né le 10 septembre 1982 à La Paz.

## Carrière
Passé professionnel en 2007, il remporte la ceinture vacante de champion du monde des poids mi-mouches WBO le 30 avril 2011 après sa victoire par KO au 4e round face à Jesús Géles. Il est en revanche battu dès le combat suivant par Donnie Nietes le 8 octobre 2011 puis par Román González le 28 avril 2012 lors d'un championnat du monde WBA. Hirales obtient le 20 septembre 2014 une nouvelle chance mondiale pour la ceinture IBF de la catégorie mais il perd à nouveau, cette fois contre Javier Mendoza. Quatre défaites supplémentaires s'ensuivront les deux années suivantes dans des combats sans titre en jeu.